# Калинина, Ольга Павловна
Ольга Павловна Кали́нина (урождённая Грачёва; 1907—1959) — советская оперная певица (лирико-колоратурное сопрано). Заслуженная артистка РСФСР (1950). Лауреат Сталинской премии второй степени (1947).

## Биография
Родилась 10 (23) июля 1907 года в городе Нижний Тагил (ныне Свердловская область) в семье рабочего Павла Демьяновича Грачёва.
В 1938 году окончила Свердловское музыкальное училище.
В 1938—1939 годах артистка Свердловского АТОБ имени А. В. Луначарского, в 1939—1940 годах — Алма-Атинского АТОБ имени Абая, в 1940—1941 — Горьковского АТОБ имени А. С. Пушкина, в 1941—1942 — Молотовского АТОБ имени П. И. Чайковского. С 1942 года артистка САТОБ имени Н. Г. Чернышевского. Обладала тёплым, подвижным голосом, создавала образы, полные обаяния и грации. Занималась концертной деятельностью. Выступала в освобождённом Сталинграде.
Вела большую общественную работу, будучи депутатом Саратовского областного и городского Советов депутатов трудящихся многих созывов.
Умерла 28 июня 1959 года. Похоронена в Саратове на Воскресенском кладбище.

## Творчество
- «Золотой петушок» Н. А. Римского-Корсакова — Шемаханская царица
- «Снегурочка» Н. А. Римского-Корсакова — Снегурочка
- «Руслан и Людмила» М. И. Глинки — Людмила
- «Иван Сусанин» М. И. Глинки — Антонида
- «Лакме» Л. Делиба — Лакме
- «Севильский цирюльник» Дж. Россини — Розина
- «Ромео и Джульетта» Ш. Гуно — Джульетта
- «Фра-Дьяволо» Д. Обера — Церлина
- «Травиата» Дж. Верди — Виолетта
- «Риголетто» Дж. Верди — Джильда
- «Кето и Котэ» В. И. Долидзе — Кето
- «Летучая мышь» И. Штрауса — Розалинда
- «Нищий студент» К. Миллёкера — Лаура

## Награды и премии
- Сталинская премия второй степени (1947) — за исполнение партии Шемаханской царицы в оперном спектакле «Золотой петушок» Н. А. Римского-Корсакова
- заслуженная артистка РСФСР (1950)